# Minoa
Minoa is een geslacht van vlinders van de familie spanners (Geometridae), uit de onderfamilie Larentiinae.

## Soorten
- M. murinata

Bruin spannertje Scopoli, 1763
- M. opistholeuca Prout, 1910